# 杜伯薩里區
杜伯薩里區（羅馬尼亞語：Raionul Dubăsari）是摩爾多瓦東部的一個區，分為兩個不相連的部分，北部有部分、南部完全位於德涅斯特河以東。面積309.2平方公里。2004年人口34,015人，首府科切里。